# Guilhufe
Guilhufe ist ein Ort und eine ehemalige Gemeinde (Freguesia) im Norden Portugals.
Guilhufe gehört zum Kreis Penafiel im Distrikt Porto. Die Gemeinde hatte eine Fläche von 5,0 km² und 2843 Einwohner (30. Juni 2011).
Am 29. September 2013 wurden die Gemeinden Guilhufe und Urrô zur neuen Gemeinde Guilhufe e Urrô zusammengeschlossen. Guilhufe ist Sitz dieser neu gebildeten Gemeinde.

## Wappen
In Rot umgeben drei (2;1) goldene  Weinreben mit silbernen Blättern ein silbernes Zahnrad. Auf dem Schild ruht eine dreitürmige Mauerkrone. Im weißen Band am Schildfuß der Ortsname in schwarzen Buchstaben „GUILHUFE -PENAFIEL“.